# Željko Pavličević
Željko Pavličević, né le 26 mars 1951, est un entraîneur croate de basket-ball

## Biographie
Après une carrière de joueur effectuée au Cibona Zagreb, il devient assistant coach puis coach d'une équipe comprenant Dražen Petrović. Il remporte deux coupes des clubs champions. Il remporte de nouveau ce trophée lorsqu'il prend la succession de Božidar Maljković à la tête du club croate de Pop-84 Split. Il remporte d'ailleurs ce dernier trophée face au FC Barcelone que Maljkovic a rejoint après son départ de Split.
Il entraînera ensuite en Grèce au Panathinaïkos, en Croatie avant de prendre en main l'Équipe du Japon.

## Carrière d'entraîneur

### Club
- 1984-1986 :  Cibona Zagreb
- 1986-1987 :  Ferrol
- 1989 :  Tau Vitoria
- 1990-1991 :  Pop-84 Split
- 1991-1993 :  Panathinaïkos
- 1997 :  KK Split
- 2007-2008 :  KK Zagreb
- 2010 :  Shimane Susanoo Magic

### Sélection nationale
- 2003-2006 :  Sélectionneur de l'Équipe du Japon

## Palmarès

### Club
- Euroligue 1985, 1986 avec le Cibona Zagreb, 1991 avec Pop-84 Split
- Champion de Yougoslavie 1985,1991
- Vainqueur de la Coupe de Yougoslavie 1985,1986 1991
- Vainqueur de la Coupe de Grèce 1993

### Sélection nationale
- championnat du monde masculin de basket-ball
  - Participation au championnat du monde 2006 au Japon